# Barry Hayles
Barry Hayles (Lambeth, Inglaterra, 17 de abril de 1972), futbolista naturalizado jamaicano. Juega de delantero y su primer equipo fue Stevenage Borough.
- Datos: Q2885751